# Ponte di Sant'Ansano
Il Ponte di Sant’Ansano è un ponte fluviale sito nel comune di Lucca presso la frazione di Ponte a Moriano.

## Descrizione
Il ponte, carrabile e a doppio senso, presenta una struttura in pietra e mattoni a più arcate. Nella parte centrale si trovano statue in marmo le statue della Madonna e di Sant'Ansano. 

## Storia
Le prime testimonianze storiche di un ponte in loco Sexto provengono da una pergamena del 24 gennaio 844. Tale struttura tuttavia non occupava la posizione attuale. 
È in un'altra pergamena, datata 17 febbraio 1115 e conservata nel Fondo Diplomatico dell’Archivio Storico Diocesano di Lucca, che viene citato per la prima volta il ponte che diventerà di Sant'Ansano. 
Nel 1403 la struttura fu sostituita con una più robusta ad opera di Paolo Guinigi.
Nuovamente il ponte fu ricostruito nel 1580 dagli architetti lucchesi Matteo e Vincenzo Civitali e venne distrutto dalla piena del fiume Serchio il 25 ottobre 1819. 
Dal 1828 al 1832 fu costruito un nuovo ponte su progetto dell'ingegnere Giacomo Marracci e dell’architetto Giovanni Lazzarini. Nel 1833 furono aggiunte le statue della Madonna e di Sant'Ansano, che furono vandalizzate da ignoti nel 1910, 1979 e 1985.
Durante la Seconda Guerra Mondiale, il ponte fu danneggiato, e le parti crollate sono tuttora visibili nelle acque sottostanti alla costruzione. 
Nel 1990 le statue sono state sostituite da copie.

## Galleria d'immagini

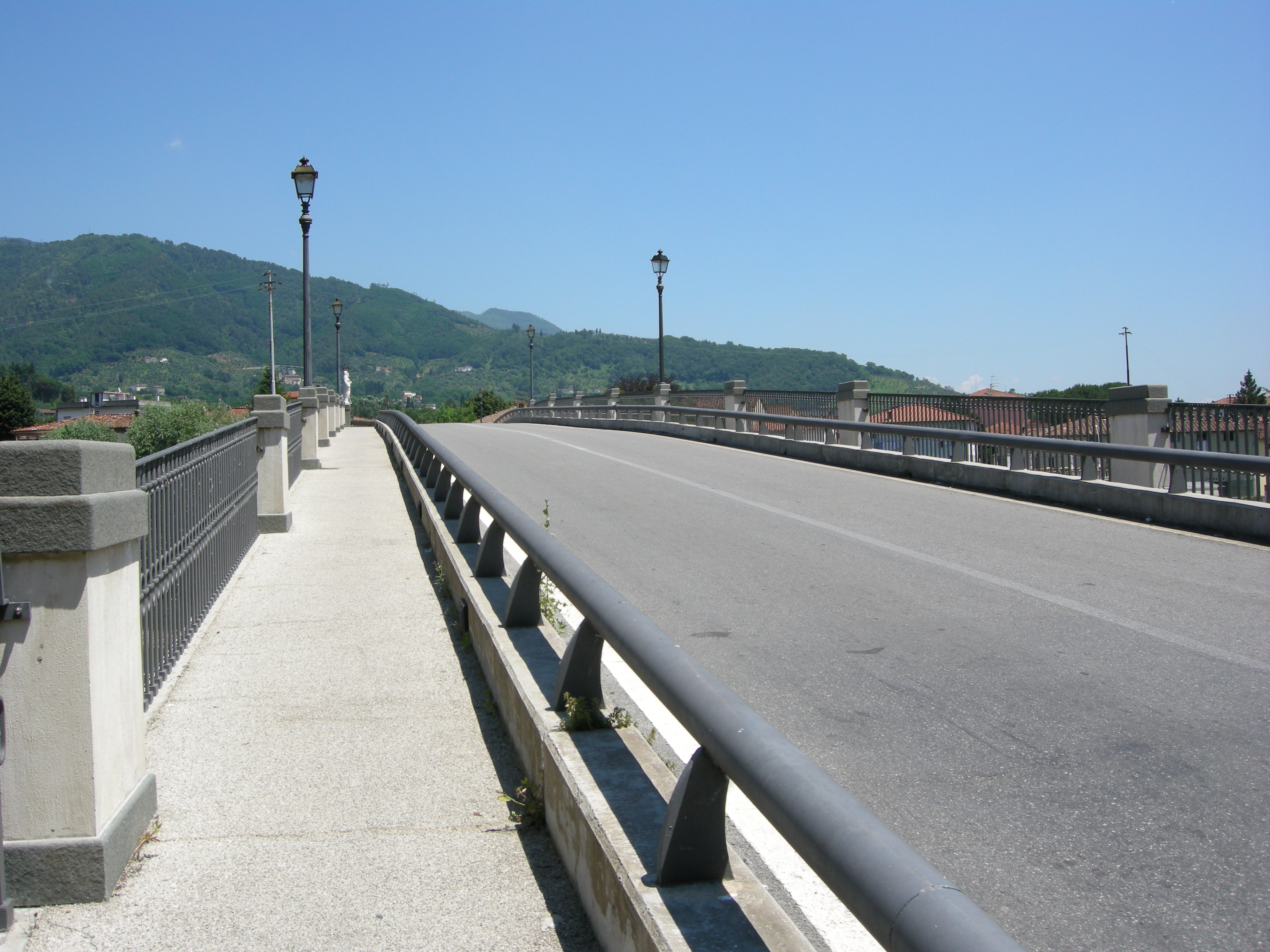
Sede stradale
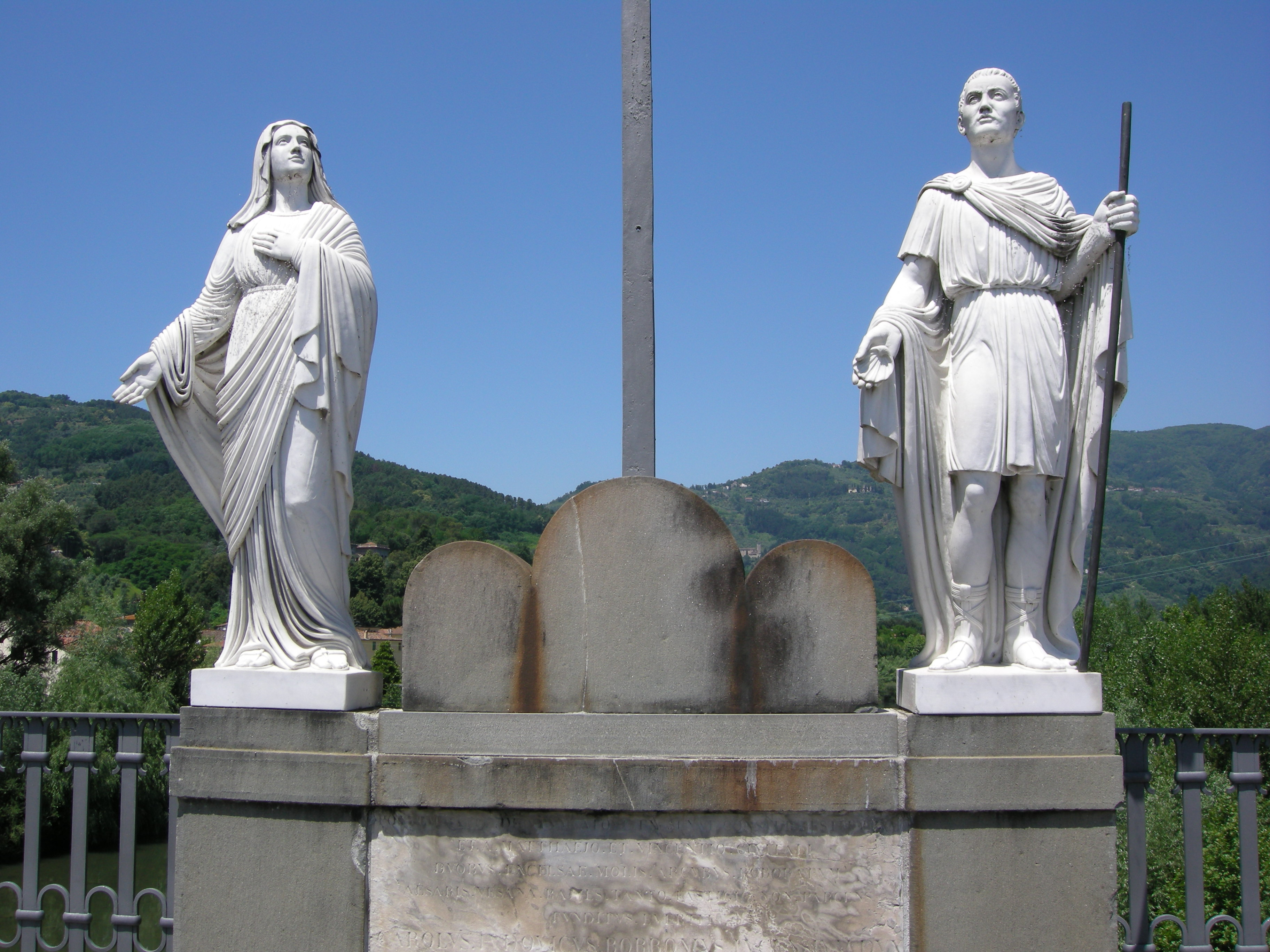
Statue della Madonna e di Sant'Ansano
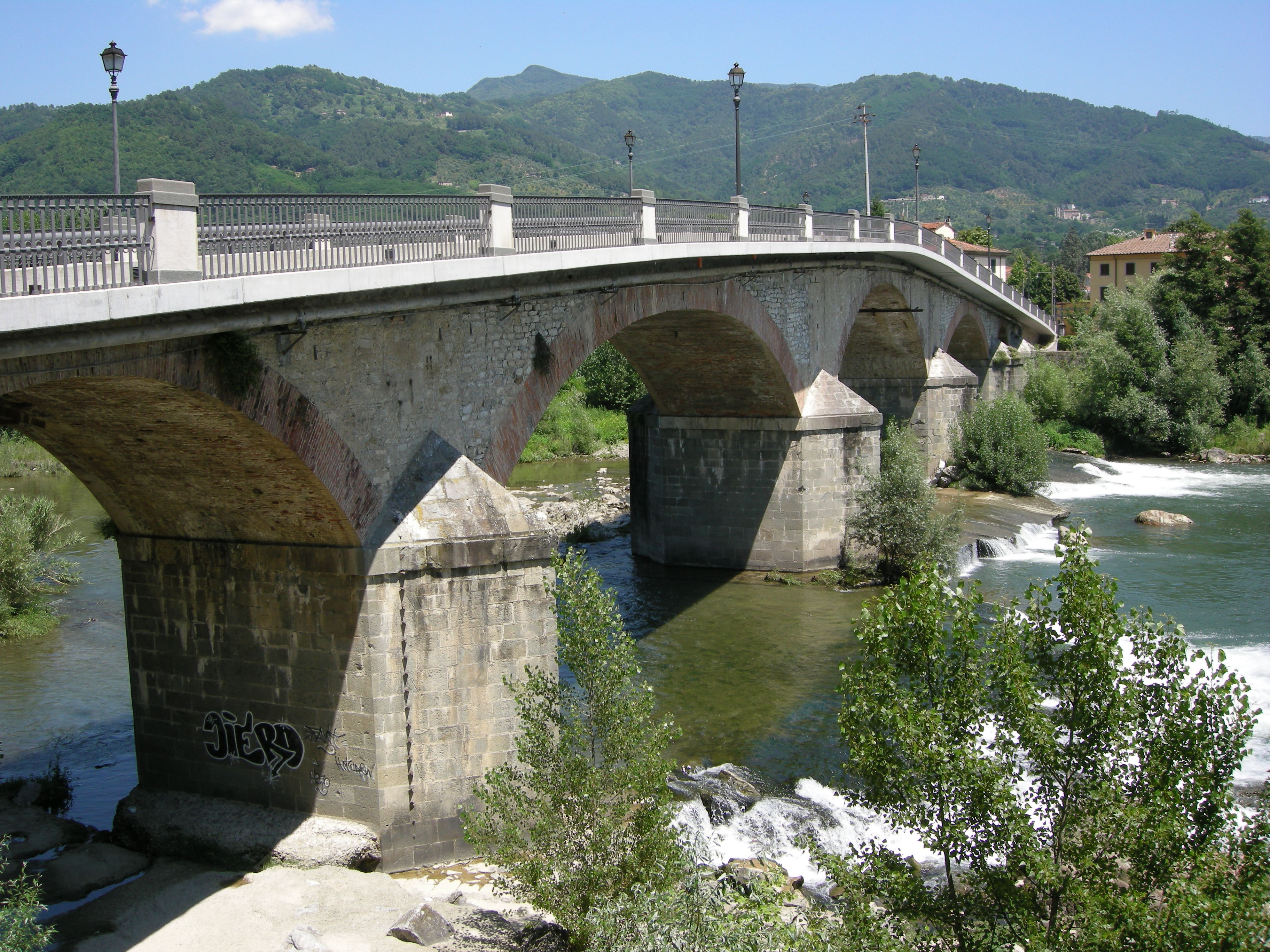
Prospetto sud